# Secretary
La ville de Secretary est située dans le comté de Dorchester, dans l’État du Maryland, aux États-Unis. Sa population s’élevait à 535 habitants lors du recensement de 2010, estimée à 502 habitants en 2018.

## Origine du nom
Lord Baltimore a nommé la ville d’après son secrétaire.

## Démographie
| Groupe            | Secretary | Maryland | États-Unis |
| ----------------- | --------- | -------- | ---------- |
| Blancs            | 88,4      | 58,2     | 72,4       |
| Afro-Américains   | 6,4       | 29,4     | 12,6       |
| Autres            | 3,7       | 3,6      | 6,2        |
| Métis             | 0,9       | 2,9      | 2,9        |
| Amérindiens       | 0,4       | 0,4      | 0,9        |
| Asiatiques        | 0,2       | 5,5      | 4,8        |
| Total             | 100       | 100      | 100        |
|                   |           |          |            |
| Latino-Américains | 7,3       | 8,1      | 16,7       |

Selon l’American Community Survey, pour la période 2011-2015, 87,18 % de la population âgée de plus de 5 ans déclare parler anglais à la maison, alors que 12,54 % déclare parler l'espagnol et 0,28 % une autre langue.

## Source
- (en) Cet article est partiellement ou en totalité issu de l’article de Wikipédia en anglais intitulé « Secretary, Maryland » (voir la liste des auteurs).

1. ↑  (en) Armond Moyer, « The origins of unusual place-names. », Emmaus, Pa., [1958] (consulté le 19 avril 2018).
2. ↑  (en) « Secretary, MD Population - Census 2010 and 2000 », sur censusviewer.com.
3. ↑  (en) « Population of Maryland - Census 2010 and 2000 », sur censusviewer.com.
4. ↑  (en) « Language spoken at home by ability to speak english for the population 5 years and over », sur factfinder.census.gov.